# Hemiphileurus laevicauda
Hemiphileurus laevicauda är en skalbaggsart som beskrevs av Bates 1888. Hemiphileurus laevicauda ingår i släktet Hemiphileurus och familjen Dynastidae. Inga underarter finns listade i Catalogue of Life.